# سبهاس چاندرا بوس: قهرمان فراموش‌شده
سبهاس چاندرا بوس: قهرمان فراموش‌شده (به انگلیسی: Netaji Subhas Chandra Bose: The Forgotten Hero) فیلمی محصول سال ۲۰۰۴ و به کارگردانی شیام بنگال است. در این فیلم بازیگرانی همچون ساچین خدکار، کولبوشان کارباندا، راجیت کاپور، دیویا دوتا، عارف ذکریا، ایلا آرون، احمد خان، ذاکر حسین، سنو سود، راجشواری ساچدف، راجپال یاداو و کلی دروجی ایفای نقش کرده‌اند.
این فیلم به داستان زندگی سبهاش چندر بوس می‌پردازد.